# Marija Bračko
Marija Bračko, slovenska zdravnica, * 12. september 1914, Češnjica pri Železnikih, † avgust 2004.
Medicino je sprva študirala na Medicinski fakulteti v Ljubljani, nato pa je leta 1939 diplomirala na Medicinski fakulteti v Beogradu.
Med letoma 1945 in 1975 je bila splošna zdravnica v Zdravstvenem domu Škofja Loka, zakar je leta 1992 postala častni občan Občine Škofja Loka.